# Monachometra kermadecensis
Monachometra kermadecensis is een haarster uit de familie Charitometridae.
De wetenschappelijke naam van de soort werd in 1977 gepubliceerd door Donald George McKnight.